# شون ليو
شون ليو (بالصينية: 劉青雲) (و. 1964 – م) هو ممثل، من جمهورية الصين الشعبية، ولد في هونغ كونغ.

## جوائز
حصل على جوائز منها:
- Hong Kong Film Award for Best Actor [الإنجليزية]‏، عن عمل: Overheard 3 [الإنجليزية]‏ (2015)
- جائزة الحصان الذهبي لأفضل ممثل رئيسي [الإنجليزية]‏، عن عمل: Life Without Principle (film) [الإنجليزية]‏ (2012)[3]
- Golden Bauhinia Award for Best Actor  [لغات أخرى]‏، عن عمل: My Name Is Fame [الإنجليزية]‏ (2007)
- Hong Kong Film Award for Best Actor [الإنجليزية]‏، عن عمل: My Name Is Fame [الإنجليزية]‏ (2007)
- Golden Bauhinia Award for Best Actor  [لغات أخرى]‏ (2000).

## وصلات خارجية
- شون ليو على موقع IMDb (الإنجليزية)
- شون ليو على موقع ميوزك برينز (الإنجليزية)
- شون ليو على موقع قاعدة بيانات الفيلم (الإنجليزية)